# Falling (песня Джули Круз)
Falling (с англ. — «Падение») — песня американской дрим-поп-исполнительницы Джули Круз. Песня стала синглом с другим треком её дебютного студийного альбома — «Floating into the Night» (1989). Музыка Анджело Бадаламенти и слова Дэвида Линча. Инструментальная версия «Falling» стала главной музыкальной темой телесериала «Твин Пикс».

## Песня
После выхода первого сезона, «Твин Пикс» обрёл статус культового сериала, а «Falling» впоследствии попала в музыкальные чарты двенадцати стран мира, закрепившись в Австралийском чарте синглов на первой строчке. Инструментальная версия песни в исполнении Анджело Бадаламенти получила премию «Грэмми» за лучшее инструментальное поп-исполнение на 32-й церемонии «Грэмми». Инструментальная версия вошла в Pure Moods, первый сборник нью-эйдж музыки лейбла Virgin Records, но под ошибочным названием как тема для полнометражного фильма «Твин Пикс: Сквозь огонь».
Круз выпустила новую версию песни в качестве скрытого трека в альбоме 2002 года The Art of Being a Girl.
В 2010 году «Falling» заняла 146 место в «200 лучших композиций 1990-х годов» по версии электронного журнала Pitchfork.

## Кавер-версии
Песня была неоднократно перепета многими исполнителями. В 1990 году немецкая хаус-группа The Mob выпустила четыре версии трека в мини-альбоме Falling с подзаголовком «Theme from Twin Peaks». В 1991 году датский диджей Кельд Тольструп под псевдонимом One-Eyed Jacks (отсылка к казино-борделю в сериале) также выпустил мини-альбом «Falling» с тремя версиями песни. Три танцевальных версии диджея получили названия «The Log Lady Mix», «The Ronnette Pulaski Mix» и «The Log Lady Mix Short Version». Английская инди-рок-группа The Wedding Present записала кавер-версию «Falling» и выпустила на стороне B сингла 1992 года «Silver Shorts». Позднее песня была включена в сборник Hit Parade 1 (1992).
В 2010 году северо-ирландская группа Girls Names записали кавер-версию «Falling», которая попала на пятнадцати-трековый семплер под названием Young & Research. Позже в том же году электро-поп певец Род Томас под псевдонимом Bright Light Bright Light, выпустил кавер-версию «Falling» онлайн бесплатно. Видеоклип на кавер-версию Bright Light Bright Light снимался в городке Сноквалми штата Вашингтон, где двадцатилетие назад проходили съёмки «Твин Пикс». Американский дуэт стиля фолктроника The Endless включил две версии «Falling» (с вокалом и инструментальную) в мини-альбом Holiday 2012, в котором фигурируют другие песни из «Твин Пикс». Все средства, вырученные от продажи мини-альбома были пожертвованы организации «Врачи без границ». В 2015 году The Joy Formidable выпустили кавер-версию инструментальной композиции под названием «Twin Peaks».
Песня «Moment of Tranquility» группы Apoptygma Berzerk заимствует музыку из «Falling», но содержит отличный текст.

## Композиции
UK 7" and US cassette (W9544/W9544C)
1. «Falling» (edit) — 4:12
2. «Theme from Twin Peaks» (instrumental) — 4:45

UK 12" and European CD (W9544T/W9544CD)
1. «Falling» (edit) — 4:12
2. «Theme from Twin Peaks» (instrumental) — 4:45
3. «Floating» — 4:55

## Позиции в чартах
| Чарт (1990)                                     | Высшая позиция |
| ----------------------------------------------- | -------------- |
| Ирландия, Irish Singles Chart                   | 5              |
| Норвегия, Norwegian Singles Chart               | 3              |
| Великобритания, UK Singles Chart                | 7              |
| США, Billboard Modern Rock Tracks               | 11             |
| Чарт (1991)                                     | Высшая позиция |
| Австралия, Australian ARIA Singles Chart        | 1              |
| Австрия, Austrian Ö3 Top 40                     | 14             |
| Бельгия, Belgian Singles Chart (Vl)             | 14             |
| Нидерланды, Dutch Singles Chart                 | 17             |
| Новая Зеландия, New Zealand RIANZ Singles Chart | 33             |
| Швеция, Swedish Singles Chart                   | 2              |
| Чарт (1992)                                     | Высшая позиция |
| Германия, German Singles Chart                  | 17             |
| Швейцария, Swiss Hitparade Singles Chart        | 25             |